# Kostel svatého Jana Křtitele (Brusiek)
Kostel svatého Jana Křtitele v Bruśku  byl postaven před rokem 1670 a nachází se ve vesnici Brusiek, gmina Koszęcin, okres Lublinec, Slezské vojvodství a náleží do děkanátu Lubliniec diecéze gliwické, je filiálním kostelem farnosti Panny Marie ve Fátimě v Kaletach – Drutarni.
Dřevěný kostel je v seznamu kulturních památek Polska pod číslem 379/60  a je součástí Stezky dřevěné architektury v Slezském vojvodství.

## Historie
První zmínky o kostele, který však shořel, jsou z 15. století. Současný kostel byl zbudován před rokem 1670 pod patronátem donátora Andrzeja Kochnického.

## Architektura
Jednolodní orientovaná dřevěná roubená stavba s dřevěnou věží sloupové konstrukce bedněná deskami. Loď je čtvercového půdorysu  zakončena kněžištěm. Ke kněžišti byla na severní straně přistavena sakristie obdélníkového půdorysu. V západním průčelí lodi hranolová věž, která má deskové bednění a je krytá stanovou střechou. Střecha kostela je šindelová, sanktusník má šestibokou lucernu zakončenou malou bání. Okna jsou půlkruhová. Malá krucha s malými varhany je podepřena dvěma dřevěnými sloupy. Střecha je sedlová krytá šindelem, stěny kostela jsou pobité šindelem.

### Interiér
Vnitřek kostela  byl v roce 1693 vyzdoben polychromií – provedl Wawrzyniec Grochowski. Malý oltář s obrazem sv. Jana Křtitele pochází z 18. století a dřevěná křtitelnice nese nápisy letopočtů 1400 a 1882. V kostele se nacházejí dvě vyřezávané sošky z 16. století představující sv. Annu a Pannu Marii.

## Zvony
V inventáři z roku 1819 jsou popisovány dva zvony, jeden o váze 250 kg a druhý 15 kg. V roce 1947 byly pořízeny nové zvony . Větší Juda Tadeáš o váze 75 kg a menší sv. Jan Křtitel o váze 15 kg.

## Galerie

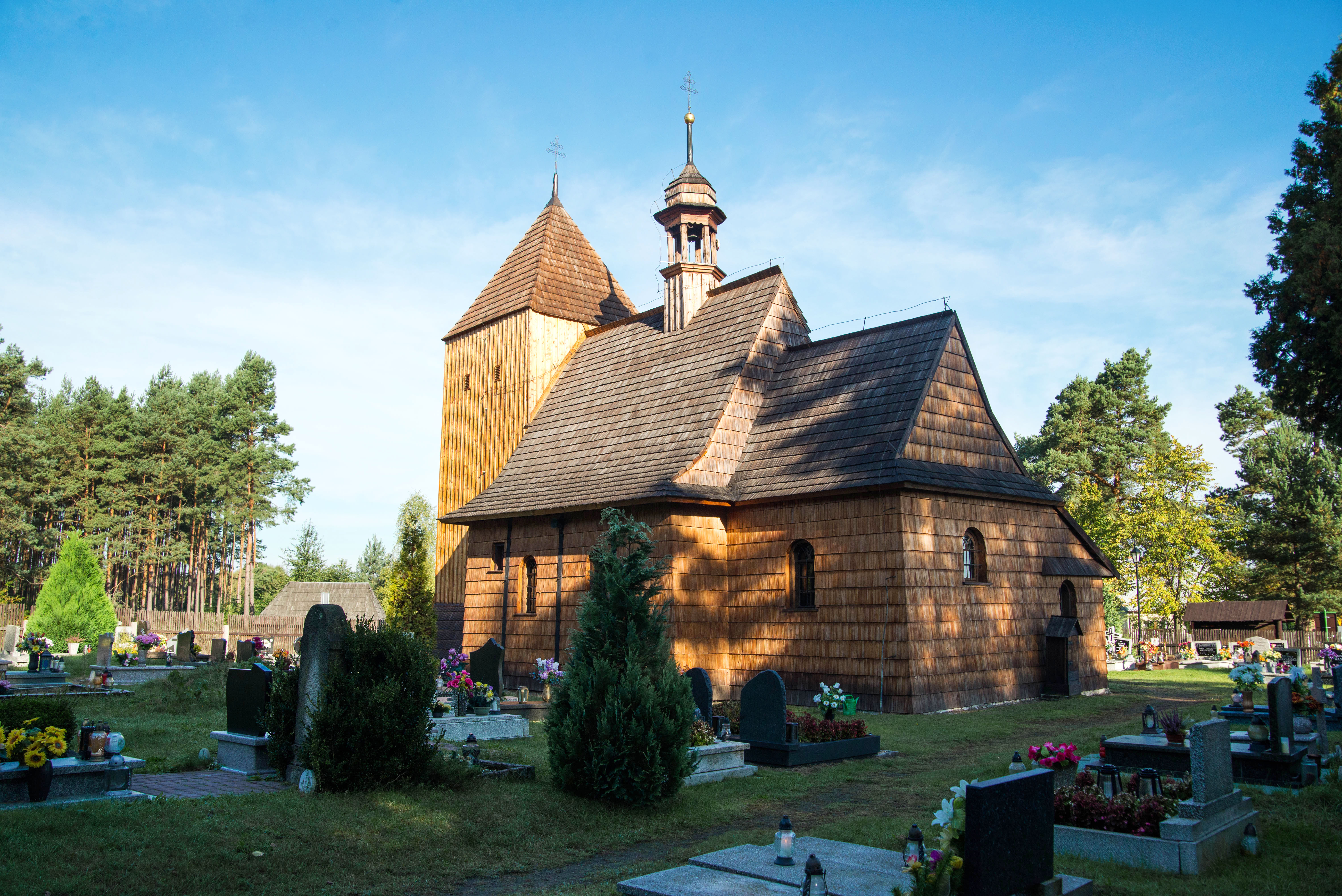
Kostel
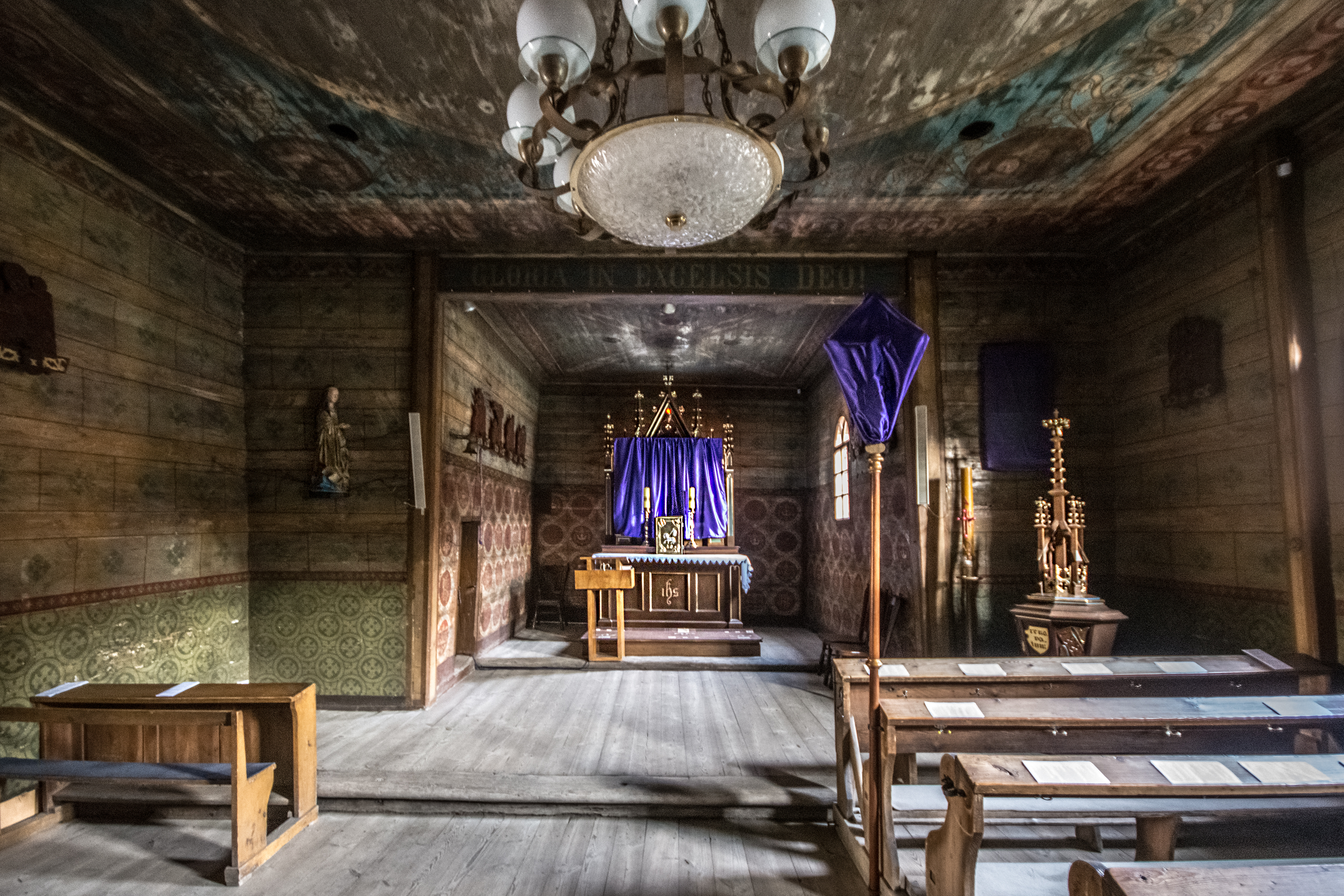
Oltář
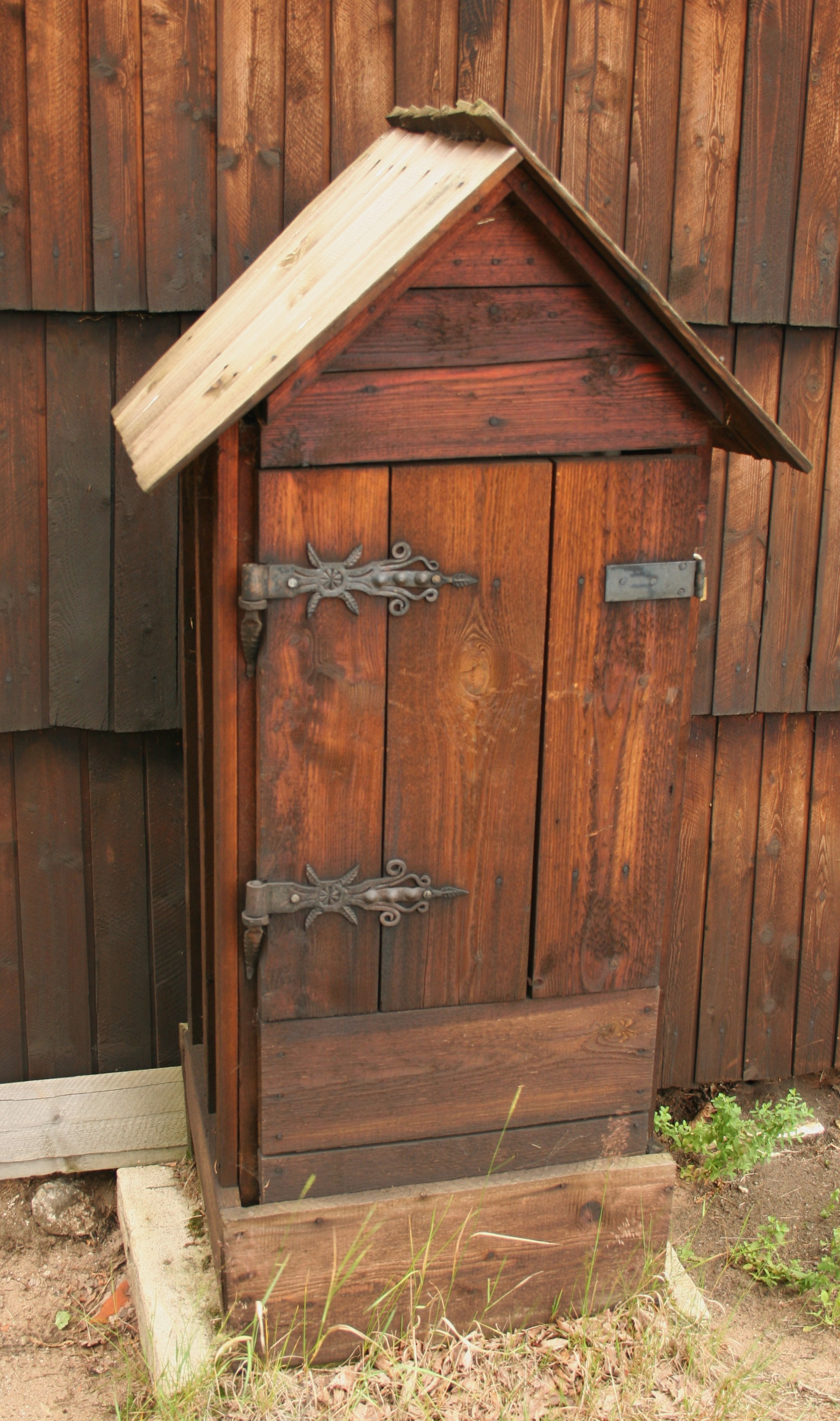
Boční vchod